# Steinstraße 56 (Helmarshausen)

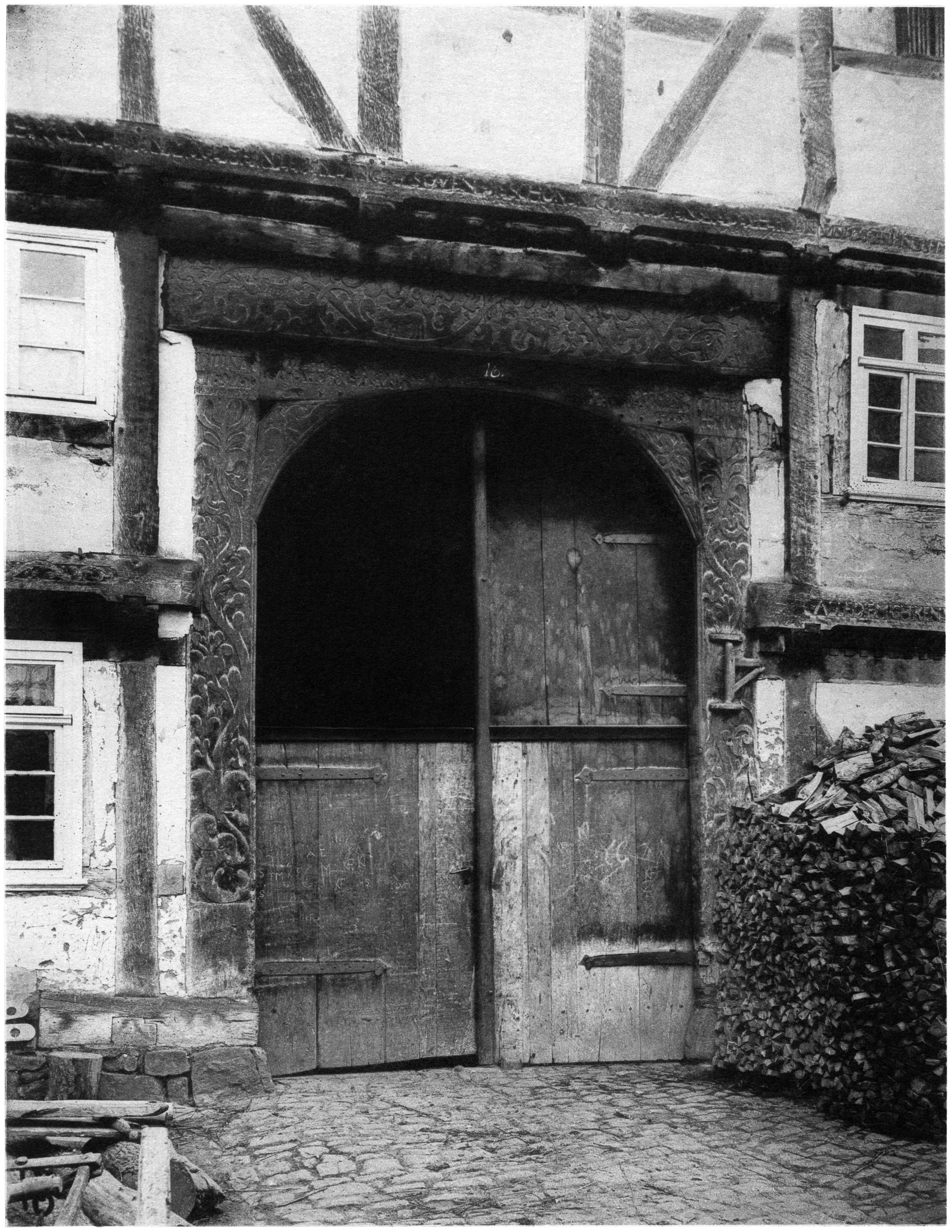
Tor des Fachwerkhauses Steinstraße 56 in Helmarshausen (Foto von Ludwig Bickell, vor 1891)

Das Gebäude Steinstraße 56 in Helmarshausen, einem Stadtteil von Bad Karlshafen im nordhessischen Landkreis Kassel, wurde 1676 errichtet. Das Fachwerkhaus ist ein geschütztes Kulturdenkmal.
Das zweigeschossige Längsdielenhaus mit Speicherobergeschoss hat profilierte Balkenköpfe, Füllhölzer und einen Inschriftbalken. 
Der originale Torrahmen mit Rankenornamenten sowie Inschriftbalken ist erhalten.  